# Joseph-Bruno de Bausset-Roquefort
Pour les articles homonymes, voir Bausset.
Joseph-Bruno de Bausset-Roquefort (né à Aubagne le 16 mars 1702, mort à Béziers le 26 juin 1771) est un ecclésiastique, qui fut évêque de Béziers de 1745 à 1771.

## Biographie
Joseph-Bruno de Bausset, né à Aubagne, est issu d'une famille noble provençale. Il est le fils de Joseph-Charles de Bausset († 1719), seigneur de Roquefort, et de Marguerite de Cabre de Thomassin ; il est également l'oncle de Emmanuel-François de Bausset-Roquefort, futur évêque de Fréjus. 
À 17 ans, il envisage par vocation de devenir chartreux mais l'un de ses parents le persuade de poursuivre ses études religieuses et il intègre alors le séminaire Saint-Sulpice de Paris. À sa sortie il devient chanoine et administrateur du chapitre de chanoines de la cathédrale d'Aix-en-Provence, puis official et vicaire général de l'archevêque. 
Il est nommé évêque de Béziers en 1745, confirmé le 9 mars 1746 et consacré en mai suivant à Aix-en-Provence par l'archevêque Jean-Baptiste de Brancas.   
Pendant son long épiscopat de 25 ans un mois et 6 jours, il se préoccupe essentiellement de sa cité de Béziers et de son diocèse tant sur le plan religieux qu'administratif. Il réaménage la ville de Béziers en supprimant des bâtiments médiévaux, il réorganise le collège, crée en 1769 un petit séminaire et restaure l'hôpital Saint-Joseph. Il meurt à Béziers le 26 juin 1771 et il est inhumé dans la chapelle Saint-Eloi de la cathédrale de Béziers.